# Tom Vandendriessche
Tom Vandendriessche é um político belga que actualmente actua como membro do Parlamento Europeu pelo Vlaams Belang.